# Castello di San Michele (Ossana)
Il castello di San Michele è una fortificazione medievale che sorge nel paese di Ossana, in Val di Sole, Trentino-Alto Adige. Di proprietà della Provincia di Trento, è stato sottoposto a diversi lavori di restauro: i più recenti sono terminati nel luglio 2014. Costruito su uno sperone di roccia altrimenti inaccessibile, il castello è caratterizzato da un mastio di 25 metri e dalla presenza, al suo interno, di una cappella consacrata al culto del Santo omonimo. Aperto al pubblico, ospita visite guidate ed eventi.

## Storia
La storia del Castello di San Michele è legata, fin dall'antichità, alla morfologia e al contesto del territorio. L'Alta Val di Sole era la via attraverso la quale mercanti e carovanieri raggiungevano il comprensorio trentino e tirolese, dopo essere partiti dalle valli del bresciano e del bergamasco, ma anche dal Lago di Garda. Il castello aveva dunque funzione di avamposto e controllo, ma non solo: assegnato al comitato vescovile come parte del fisco regio e imperiale, era sede di raccolta per tasse e balzelli, corrisposti anche in natura, sotto forma di prodotti agricoli. La regione era infatti tipicamente rurale, scarsamente popolata, con i contadini raccolti in piccoli villaggi nati attorno ai poderi e alle proprietà.

### Periodo I (VI-VII secolo)

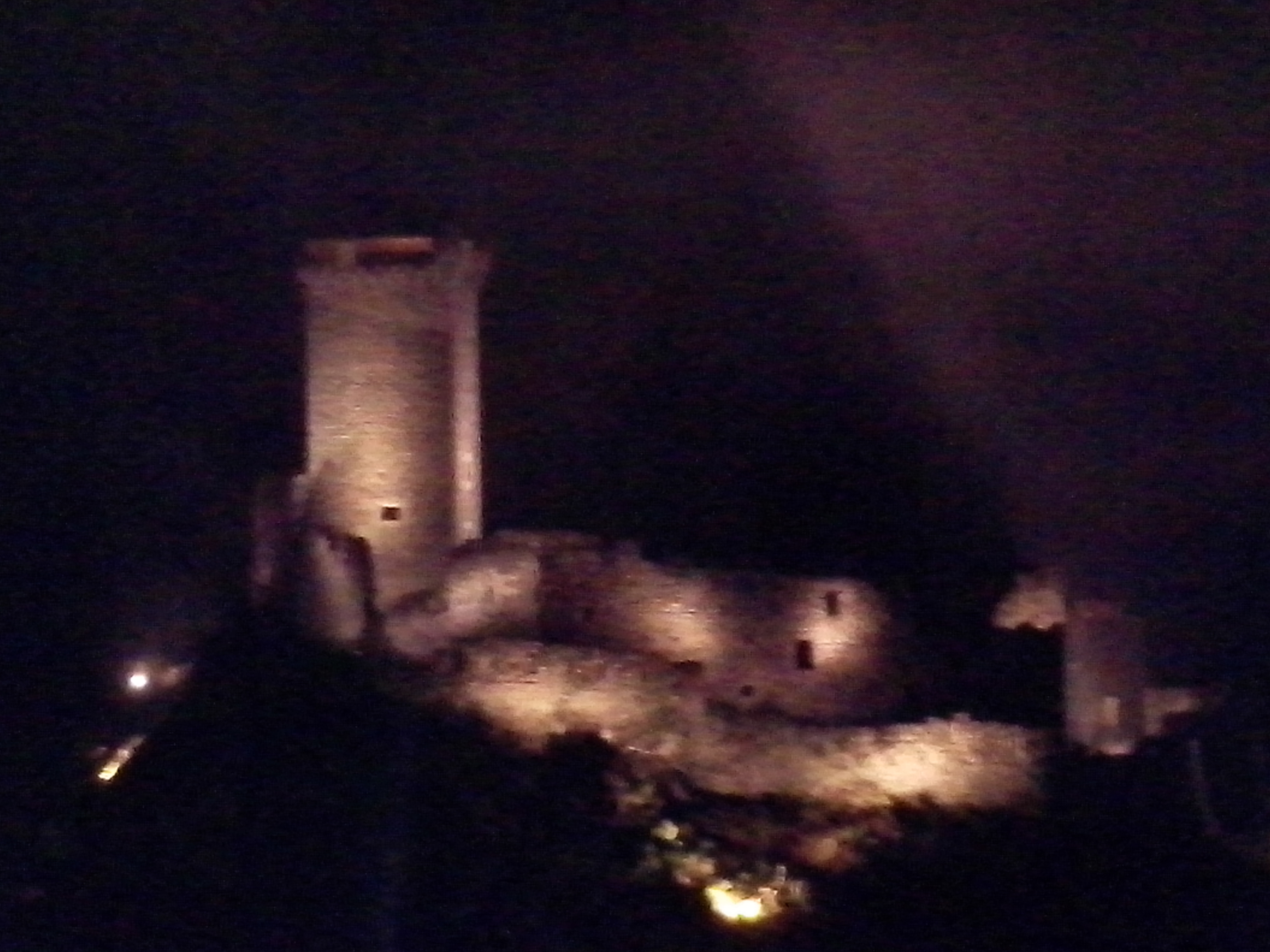
Il castello di San Michele di notte

Il primo insediamento stanziale fu un piccolo avamposto di frontiera, dedito esclusivamente al controllo del passaggio delle merci. Doveva trattarsi di un semplice fabbricato-torre costruito sulla parte più alta della rupe e cinto da mura, i resti delle quali, a tratti, si possono vedere ancora oggi (cinta del versante Ovest). Questo primo presidio sorge in un periodo di grande insicurezza, al tempo del dominio goto-longobardo, minato dalle frequenti incursioni dei Franchi, un popolo agguerrito proveniente dalla zona del Ticino. Tra gli itinerari alpini resi insicuri da queste scorribande c'è anche la strada del Passo del Tonale, che collega appunto trentino e alto bresciano.

### Periodo II (VIII-XI secolo)
Sui resti del primo nucleo insediativo viene eretta una chiesa intitolata a San Michele, denominazione che passerà poi all'intero castello.

### Periodo III (XII-XIV secolo)

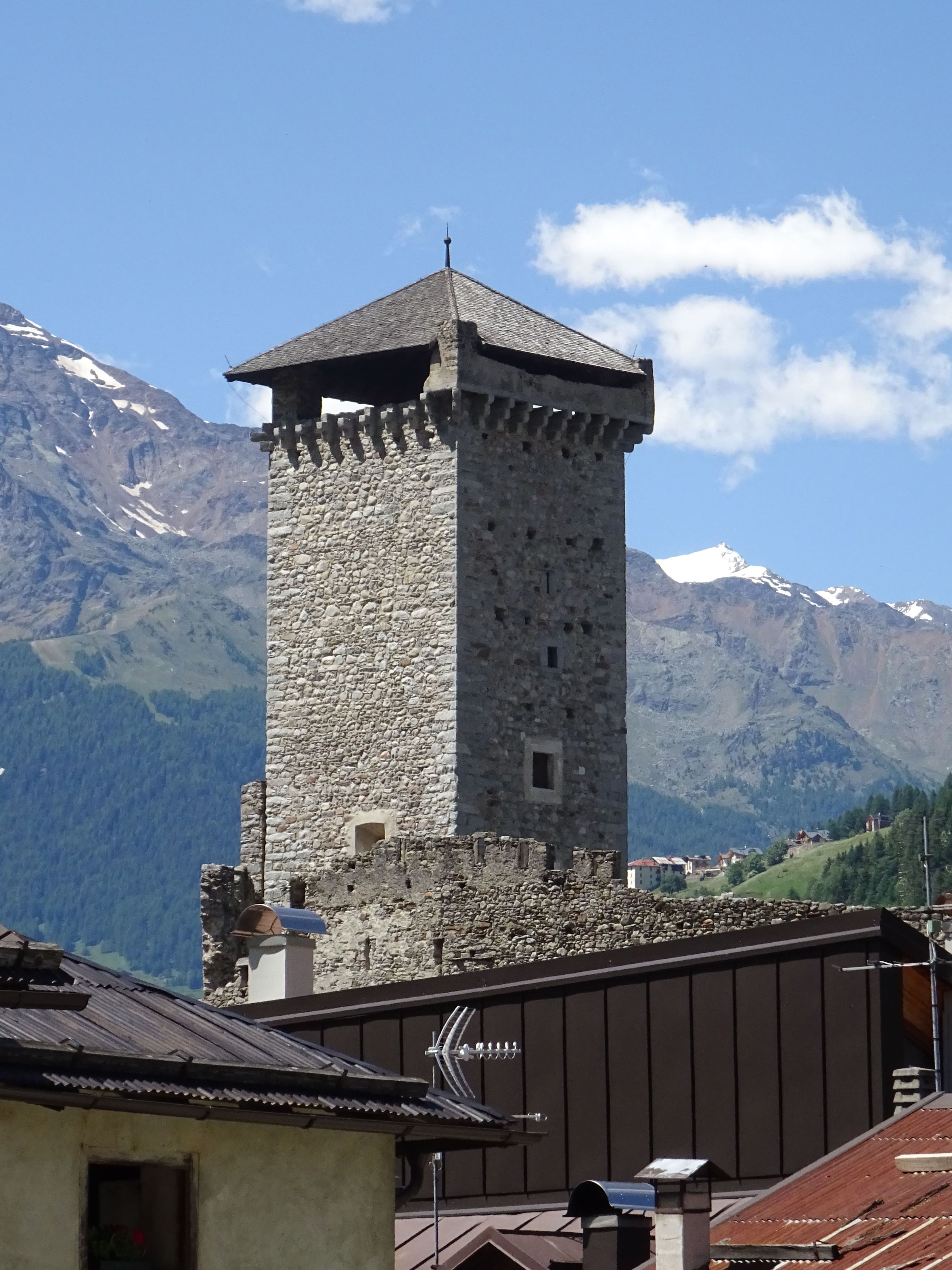
Il mastio

Il comitato vescovile opera alcuni ampliamenti, funzionali alla raccolta delle derrate e dei balzelli. Sorge un palatium vicino al ciglio Ovest, dedicato a tale scopo, ma un'ampia porzione del fabbricato (denominata curia) viene utilizzata come centro amministrativo e organizzativo. La fortificazione è in pratica il centro di riferimento di tutti i beni, mobili e immobili, sparsi, o in transito, per la Val di Sole. Questa fase è caratterizzata dalla presenza di un edificio, dedicato sì a San Michele, ma non destinato al culto comunitario, cioè non una "chiesa" nel senso comune;  il vescovo di Trento, Federico Vanga, vi convocava, all'alba del secolo XIII, uomini e testimoni per conferire investiture e notificare atti, tra cui gli obblighi di servitù. L'edificio era quindi un centro di potere.
La prima testimonianza scritta relativa al "castrum" (nel significato antico di "luogo abitato posto in alto"), è un atto di compravendita datato 1191. Il "castrum Valsane, de Vulsana" è in quel periodo patrimonio della Chiesa di Trento per effetto della donazione effettuata dall'imperatore Corrado II al vescovo Udalrico II.
Nel 1239, però, l'imperatore Federico II di Svevia aliena le fortificazioni e le giudicarie della Valle del Noce dal patrimonio della Chiesa. Il Castello passa nelle mani del podestà di Trento, Sodegerio da Tito.

### Periodo IV (XV secolo)

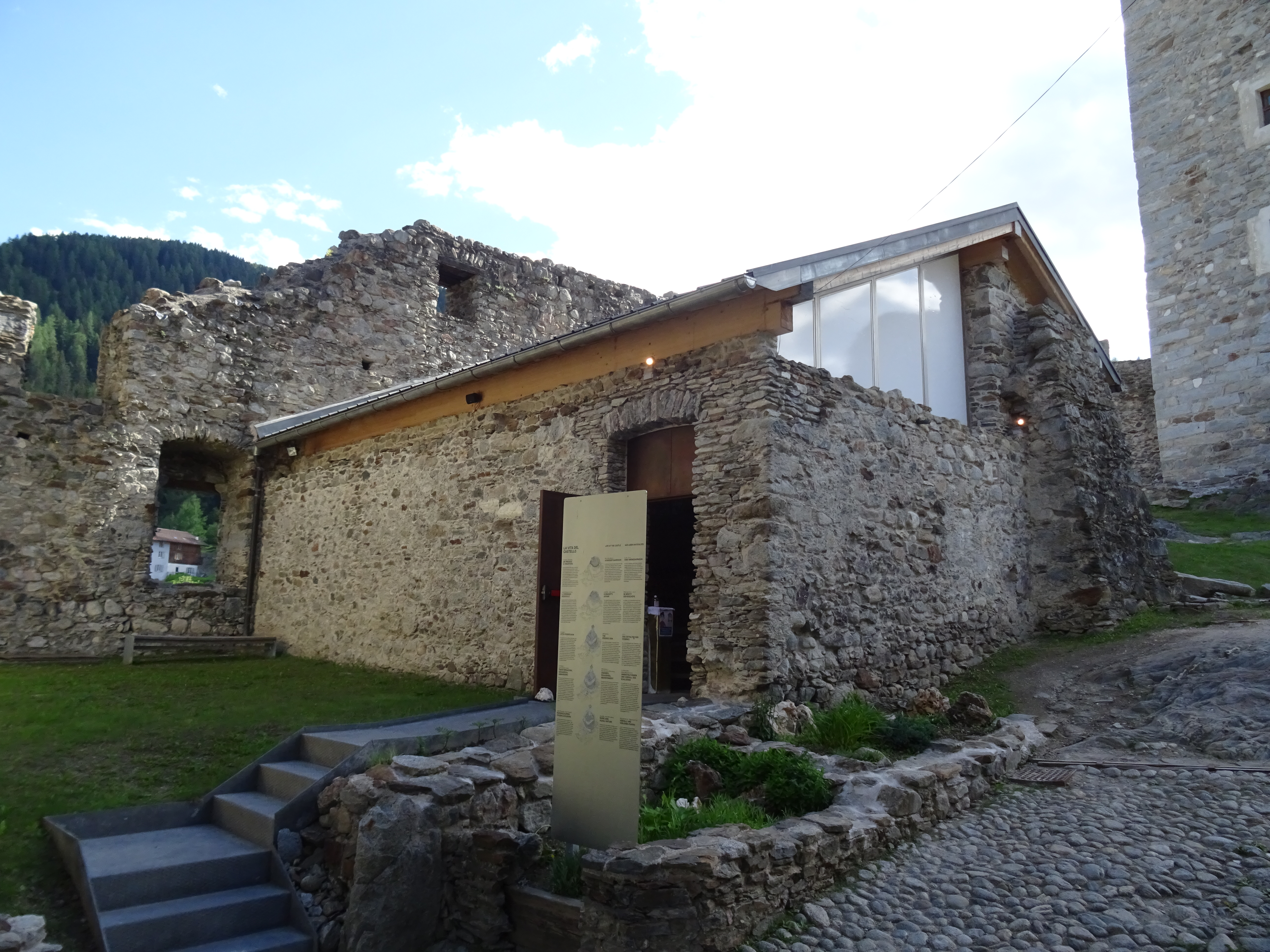
Uno degli spazi espositivi all'interno del cortile

La produttiva regione attira l'interesse di potenti e nobili. Nel secolo XV si insedia nella Alta Val di Sole la famiglia lombarda dei Federici, originari di Erbanno, in Valcamonica. Il capostipite Giacomino (Jacobus) De Federicis è nominato vicario vescovile della valle del Noce (1412) e in segno di investitura feudale riceve la rupe di Ossana. Giacomino De Federicis si impegna subito in una significativa fortificazione: la chiesa e il palatium vengono in parte affiancati e in parte inglobati in un nuovo progetto che prevede una residenza padronale e un imponente mastio. L'intero complesso di edifici è chiuso da un alto muro di cinta a cui si affianca un altro muro perimetrale più ampio dove si trova l'accesso (protetto da una torre e da un ponte levatoio).  Per il Castello è il momento di massimo splendore. Nel 1455 il possedimento passa da Giacomino al figlio Federico. Questi provvede ad ulteriori migliorie, soprattutto nel comparto delle difese, ma in breve una grave crisi economica colpisce la famiglia valtellinese e la costringe ad una progressiva decadenza.

### Periodo V (XVI - XIX secolo)
Nel 1470, con la morte di Federico De Federicis, il castello è ceduto alla potente famiglia dei conti di Thun, ma nel 1567 torna in mano vescovile. Sul finire del secolo XVI, il vescovo di Trento, Ludovico Madruzzo, lo concede ad un suo capitano delegato per la Val di Non e la Val di Sole, Cristoforo Federico Heydorff. Dopo qualche ulteriore passaggio di proprietà, sempre orchestrato dalla curia vescovile, l'opera cade in uno stato di progressivo abbandono, anche perché sul piano strategico-militare è ormai giudicata del tutto inadeguata. Le manutenzioni tendono a ridursi, e nel 1777 un incendio su vasta scala devasta coperture lignee e murature, rendendo il complesso per larga parte inservibile. Nel 1822, su suggerimento del genio militare austriaco, vengono eseguite alcune opere di potenziamento del fronte difensivo; poi il castello cade in totale abbandono.

### Periodo VI (XIX - XX secolo)

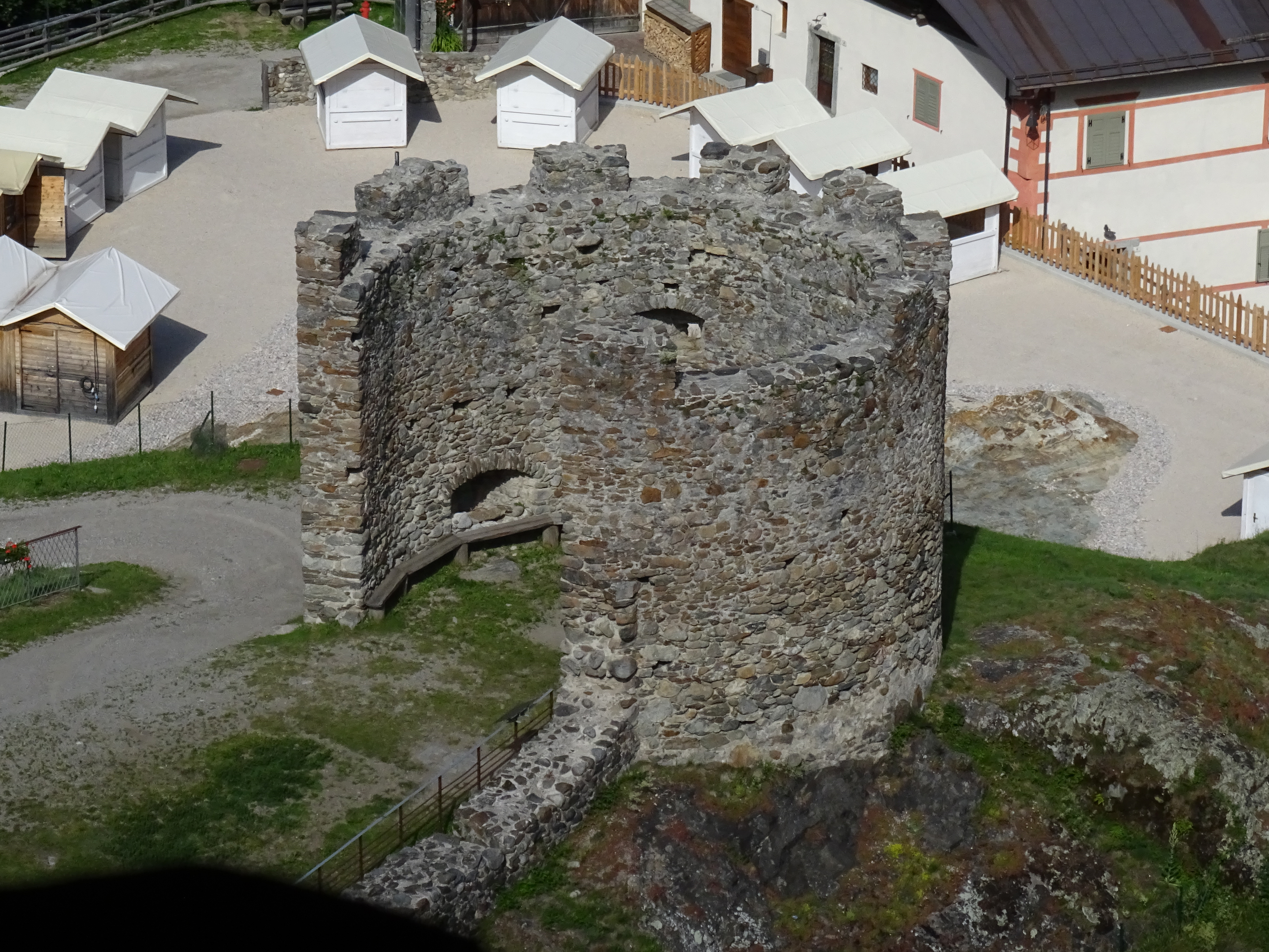
I ruderi del bastione circolare sulla strada di accesso al castello

Nel 1843 il castello viene alienato dal demanio militare austro-ungarico. La fisionomia e la struttura dello stesso sono ormai minate da crolli e abbandono. Alcuni dei fabbricati interni vengono adibiti a rustico ma il complesso è ormai ruderizzato e proprietà di privati. Nel 1992 diventa patrimonio della Provincia Autonoma di Trento che ne promuove il recupero e il restauro.

## Cronologia
Date rilevanti acquisite grazie a testimonianze documentali
- 1191: prima menzione del complesso fortificato.
- 1213: prima menzione della Chiesa di San Michele.
- 1215: il vescovo Federico Vanga ordina la manutenzione del tetto.
- 1239: il castello passa dall'autorità vescovile a quella del podestà di Trento (Sodegerio da Tito).
- 1274: la zona del sito è nelle mani di Mainardo conte del Tirolo.
- 1276: con il concordato di Ulma, l'Imperatore ordina invano che l'edificio passi all'Ordine Teutonico.
- 1290: il vescovo Enrico II reclama la restituzione del castrum Vulsanae cum tota valle solis[5].
- 1337: il conte di Tirolo consegna il castello nelle mani del Duca Giovanni di Lussemburgo.
- 1412: Giacomino De Federicis giura fedeltà al Duca Federico il Tascavuota e inizia la fortificazione del castello.
- 1455: Federico De Federicis, figlio di Giacomino, viene investito del potere anche dall'autorità vescovile.
- 1470: morte di Federico e inizio del periodo di decadenza.
- 1525: guerra rustica, i contadini rivoltosi della valle si impadroniscono del castello.
- 1567: si estingue la dinastia dei De Federicis, che nel frattempo si erano reimpossessati del sito dichiarandosi vassalli del vescovo.
- 1581: il vescovo Ludovico Madruzzo concede il castello al nobile Cristoforo Federico Heydorff.
- 1640: estinta subito la dinastia sveva, subentra Marcantonio Bertelli da Caderzone, cui viene riconosciuto il diritto sempre dal vescovo Madruzzo.
- 1777: si rinnova a Girolamo Bertelli l'investitura di quello che però è ormai ridotto ad un ammasso di ruderi.
- 1822: si estingue la famiglia Bertelli. Il castello passa al demanio militare austro-ungarico.
- 1843: il castello è acquistato dal conte Giuseppe Sizzo de Noris, di Trento.
- 1922: la famiglia Taraboi di Ossana rileva quel che rimane dell'antico castello.
- 1992: subentra la Provincia autonoma di Trento dando il via ai lavori di restauro e consolidamento.

## Struttura

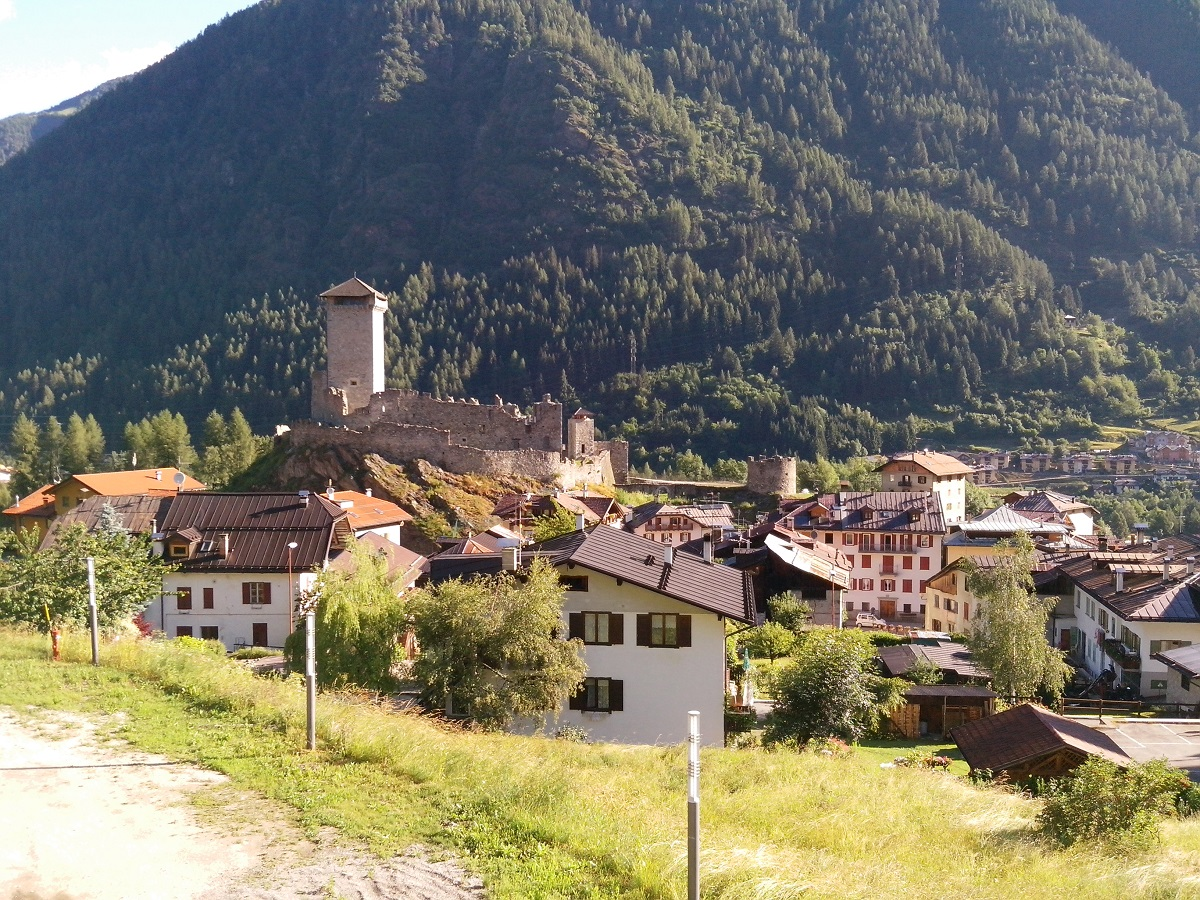
Il castello e il borgo di Ossana.

L'area di insediamento misura 3.932 m² di superficie ed è caratterizzata da un dislivello di 14 metri di quota (dalla base del rondello alla base del mastio). Due cortine murarie delimitano il complesso degli edifici: l'una, esterna, misura 211 metri, l'altra, interna, 145 metri. Il lato di accesso era ad Est. Il nucleo difensivo orientale in entrata era costituito dal camminatoio fortificato (rondello) e dal rivellino, dotato di ponte levatoio, battiponte, fossato, in aggiunta alla torre scudata. Anche l'accesso alla corta primaria si trova ad est. Il cuore del complesso misura 1433,25 m² e in esso si affacciano la chiesa (S-O), l'edificio cosiddetto palaziale (N-O), corpi di fabbrica addossati alla cortina, forse un antico, grande palazzo (da N-E a S-E), un'ultima architettura tra queste e il corpo ecclesiastico, e due cisterne, che garantivano l'approvvigionamento idrico all'interno della prima cinta.

### Nucleo A (rondello)
Il rondello si presenta quasi interamente integro. Ha un'altezza di 7,5 m e un raggio di 5 m. La struttura sommitale è a merli squadrati con feritoia centrale. È costruito assieme al tratto murario con andamento E-0, presenta due impalcati interni, archibugiere al piano superiore, cannoniere al piano inferiore.

### Nucleo B (torre scudata)
La torre, originariamente provvista di scudo, si apre sul lato occidentale. L'ingresso da E avviene per mezzo di un portale ad arco a tutto sesto. Anticamente i collegamenti tra i vari piani erano permessi per mezzo di strutture lignee, di cui rimangono tracce nei fori di sostegno per i solai. Alla torre si addossa, sempre sul lato est, il rivellino, connesso al fossato con il ponte levatoio di cui si conservano battuta e battiponte.

### Nucleo C (porzioni murarie prima cinta e palazzo)
Questo nucleo costruttivo comprende principalmente le sezioni murarie a nord, est e sudest, della prima cinta, di età federiciana, poligonale. Si inseriscono in questo ambito gli edifici originariamente addossati alla parete e di cui rimangono alcune vestigia, come il palazzo a due/tre livelli che occupava il lato orientale della corta interna. Gli elementi architettonici principali sono feritoie, un portale, e un camino, al piano inferiore. Al primo piano si trovano i resti di una latrina, una bertesca, e alcune sedute interne. Al secondo piano si trovano un camminamento di ronda, e alcuni merli allo stato di rudere.

### Nucleo D (porzione muraria prima cinta e edifici)
La porzione muraria in questione è quella esposta al lato sud della prima cinta federiciana. Le caratteristiche sono identiche rispetto agli altri lati. Alcuni edifici, presumibilmente residenziali e produttivi, vi sono accostati. Gli aspetti dimensionali sono in comune con il nucleo C.

### Nucleo E (mastio)
Nucleo di assoluta rilevanza costituito dal mastio e dalla parte di edificio ad esso adiacente. Comprende anche la cisterna trapezoidale addossata al tratto della prima cinta, ad Ovest. La torre misura ben 26 m., su sei livelli, il più ampio dei quali è l'ultimo, cosiddetto "di osservazione sommitale". L'elemento caratteristico del mastio è l'apparato sporgente che si regge su beccatelli a tre mensole e dalle cui caditoie si poteva esercitare la difesa.

### Nucleo F (seconda cortina muraria)
Il muro di cinta esterno delimita il perimetro sud e sudovest del cancello. L'altezza è a scalare tra 3,5 m. e 7 m., la costruzione segue l'andamento morfologico del terreno. Il muro è parzialmente crollato ed è stato ricostruito più volte.

### Nucleo G (vela muraria nord-ovest)
La porzione di muro nord ovest è forse quella più antica, ed è connessa all'edificio di culto (Chiesa di San Michele). L'alzato si conserva per un'altezza variabile tra i 2,20 m. e i 5,50 m.

### Nucleo H (corpo di fabbrica)
Edificio in stato ruderale, consolidato per lo scarso grado di conservazione. Pianta rettangolare, due ambienti su un livello soltanto.

### Nucleo I (edificio)
Edificio a pianta rettangolare con orientamento N-S. Il lato est si conserva per un'altezza di 7,85 m.

### Nucleo L (chiesa di San Michele)
Resti murari dell'edificio di culto dedicato a San Michele.

### Nucleo M (spazio tra cinta interna ed esterna)
Coincide con l'ampio spazio tra la prima cinta, interna, e quella esterna.

## La Chiesa di San Michele

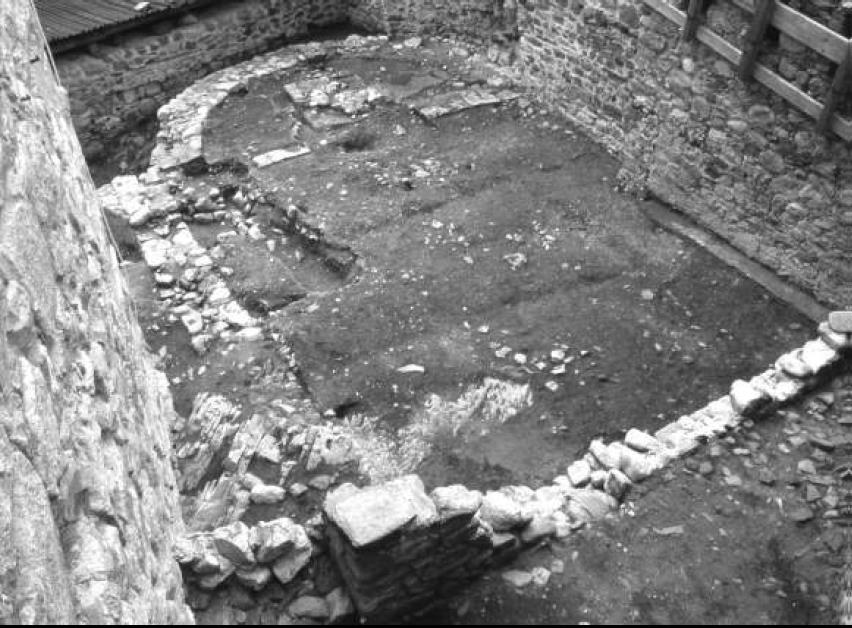
I resti basali della chiesa di San Michele

La Chiesa di San Michele, di cui adesso rimangono poche vestigia, era stata costruita prima del XII secolo e poggiava sui resti di un edificio più antico e in parte su roccia. La prima menzione risale infatti al 19 agosto 1213: in tale data, in castro de Vulsane in ecclesia Sacti Michelis, il vescovo Federico concesse alcuni possedimenti al prete Corrado di Terzolas. I resti occupano tuttora il lato sud-ovest della rupe. Era un edificio semplice, a pianta rettangolare; l'abside, a forma semicircolare, si trovava sul lato est, al centro. Si accedeva alla costruzione dal lato nord, dopo aver superato una breve rampa, e uno scalino separava l'aula dall'abside. Dell'altare in muratura si conserva il basamento. La luce all'interno era fornita da feritoie (monofore): ne rimane una sola integra, sul lato sud. Si notano anche frammenti di affreschi e iscrizioni. Nel XVI secolo i lavori di fortificazione hanno inglobato la struttura esistente, e il muro perimetrale sud è diventato parte della cinta muraria; di questa, nonostante la demolizione della chiesa, si nota ancora adesso la curvatura a est, dovuta all'addossarsi della stessa sulla spalla dell'abside.

## Le cinte difensive

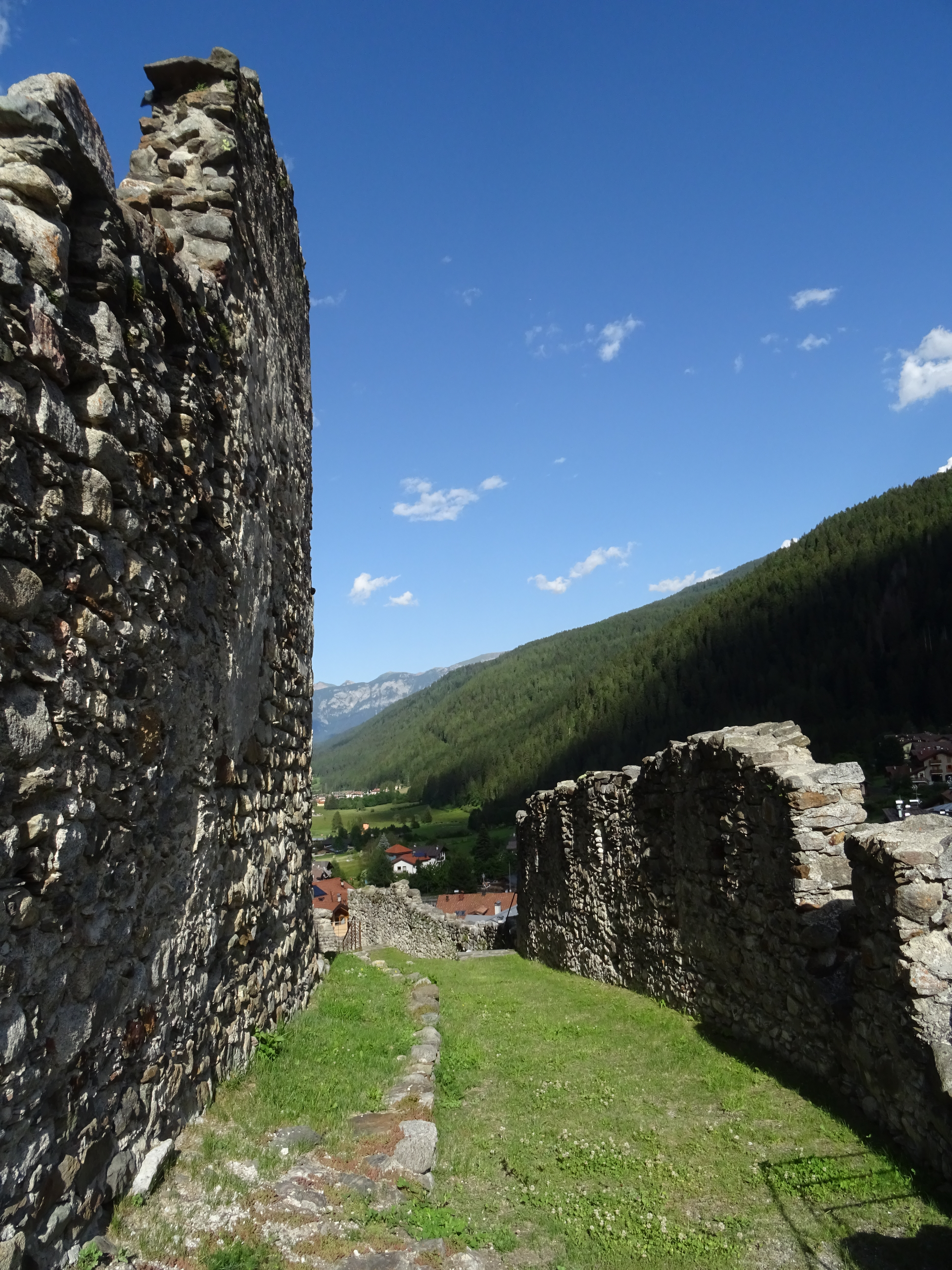
Scorcio della cinta muraria

Il complesso architettonico, nel XV secolo, era circondato da due distinte cortine murarie, ancora oggi distinguibili nel perimetro, e da un tratto di muratura più bassa, in continuità con il rondello, verso est. Si ipotizza archeologicamente un più antico e ristretto sistema difensivo, corrispondente al primo insediamento. L'analisi si è basata sulle seguenti fonti:
- dati e sondaggi emersi durante le diverse campagne di scavo
- studio mineralogico-petrografico delle malte utilizzate nella muratura
- datazioni con il radiocarbonio
- fonti storiche, che hanno fornito un quadro temporale entro cui inserire i dati di analisi
- fonti iconografiche e fotografiche d'epoca

Nella distinzione delle diverse cinte si sono individuati quattro momenti o fasi:
1. Il primo muro di cinta è da connettere all'edificio più antico a tutt'oggi conservato (nucleo I), un fabbricato che si ipotizza corrispondente allo stato del castello nel XIII secolo. Da stabilire il rapporto con l'edificio di culto (chiesa, nucleo L).
2. la "vela", che si conserva in alzato tra i 2.20 m. e i 5.50 m., è la parte più esterna. Arriva a 0,60 m. di spessore. Si sviluppa nella zona nord-occidentale dell'area, ed era originariamente dotata di merli, tamponati in epoca successiva con materiale di raccolta e dotati di feritoie. La datazione suggerisce un arco cronologico di età romanica (1150-1280), comunque successivo rispetto a una prima cinta che a tratti risulta inglobata nella nuova costruzione.
3. la seconda struttura a pianta poligonale (nucleo C) risale all'età federiciana. Si sviluppa comprendendo edifici più antichi (nucleo I e nucleo L), che finiscono per esservi racchiusi. L'analisi di un campione delle malte utilizzate indica una forbice dal 1410 al 1530, compatibile dunque con il Periodo III della storia del castello, l'ultimo caratterizzato da grandi e ambiziosi ampliamenti. Un'ulteriore cortina è considerata di poco successiva alla n. 3. Si sviluppa a partire dalla torre scudata verso Nord, e chiude a sud con un secondo braccio.
4. l'ultimo tratto murario è in fase con il rondello. Quasi totalmente integro, di spessore inferiore al metro, presenta la consueta tecnica muraria in pietre raccolte e spaccate. La datazione è 1460-1650, per questo si ipotizza una corrispondenza non con i grandi lavori di età federiciana ma con posteriori interventi di fortificazione.

## I reperti mobili

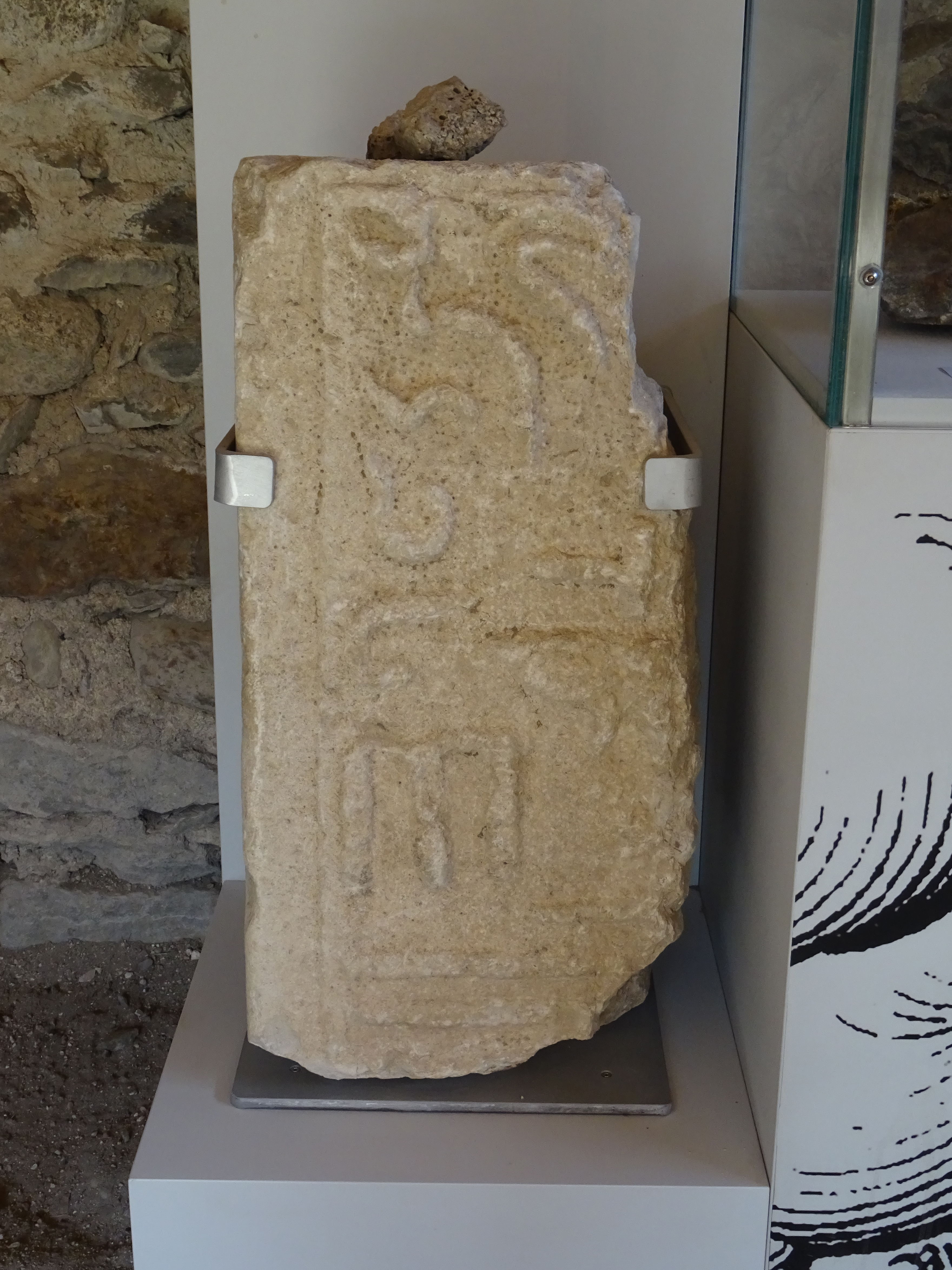
Lapide scolpita trovata all'interno del castello

Lo studio dei reperti mobili prevenienti dalle aree di scavo intensivo e di indagine archeologica consente di proporre una sequenza di frequentazione e di insediamento del sito di Ossana:
- la frequentazione in età pre-protostorica è documentata dalla presenza di materiale fittile trovato in abbondanza nelle stratigrafie inferiori. Questo non prova l'esistenza di un complesso fortificato fin dall'età del Bronzo, ma certifica un frequente passaggio e forse un insediamento stabile.
- l'utilizzo del sito nei primi secoli dell'Alto Medioevo è suggerito da pochi ma significativi elementi. Sono stati infatti rinvenuti frammenti di ceramica domestica grezza, assieme a pezzi di pietra ollare e terracotta invetriata, che si distinguono, per morfologia e caratteristiche, dai ritrovamenti utili a datare il periodo successivo. Si possono inserire in un lasso di tempo compreso tra il V e il VII secolo. Alcuni di essi sono stati ritrovati inglobati in strutture murarie preesistenti alla costruzione della Chiesa di San Michele e dell'insediamento fortificato, e questo testimonia un nucleo di insediamento precedente rispetto alle testimonianze scritte. Poteva trattarsi di un avamposto di controllo a carattere difensivo e doganale, ma l'assenza di ulteriori fonti documentali e archeologiche non consente di allontanarsi dal livello di ipotesi.
- la vita del sito nel pieno medioevo è documentata non da reperti mobili ma da prove documentali collegate con l'entrata in funzione dell'edificio di culto quale punto di riferimento per l'autorità vescovile. Questo può essere spiegato proprio con la funzione originaria della Chiesa di San Michele: non un luogo a vocazione comunitaria, di passaggio frequente e dunque adatto a ritrovamenti di reperti mobili legati alla vita quotidiana, ma un centro amministrativo e burocratico.
- l'area della Chiesa ha prodotto numerosi ritrovamenti con il supposto passaggio da una funzione religiosa ad una propriamente civile. Ai reperti per lo più monetali, esigui e risalenti al periodo tra il XIII e il XIV secolo, si aggiungono in gran numero i recuperi di materiali collegati alle esigenze di tutti i giorni: vasellame da mensa, vetro, utensili di metallo (XV secolo). Un'ipotesi suggestiva su questo cambio d'uso si collega agli imponenti lavori condotto dalla famiglia dei De Federicis. Tracce nel pavimento lasciano pensare a pareti lignee all'interno della struttura della chiesa, forse inserite per adibire l'edificio ad abitazione. Un'ulteriore ipotesi è che vi possano aver trovato alloggio gli operai o i committenti stessi delle opere.
- il resto dell'area fornisce un apprezzabile quantitativo di ritrovamenti a partire dalla fine del XIV secolo. Questo deve essere collegato ad un episodio fondamentale e di forte impatto, il castrum s.ti Michaelis de novo edificato che fonti quattrocentesche attribuiscono a Jacobinus de Federiciis de Erbano, artefice dunque della fortificazione vera e propria e del passaggio a castello, e non di una semplice ristrutturazione. ""Una famiglia - i Federici - che, pur dimostrando capacità di rapporti con autorevoli soggetti, ha comunque vita breve così come è per il castello"[11]. Per ritrovamenti si intendono: infissi, parti di serrature, frammenti di stufe ad olle, suppellettili, per quanto modeste e grezze, vasellame, ornamenti personali.
- le testimonianze si indeboliscono nel XVI secolo, con la morte dell'ultimo discendente maschio della famiglia al potere. Il castello passa di mano ma se ne impadroniscono famiglie che continuano ad abitare nelle rispettive dimore, pur acquisendo pertinenze sul fabbricato. Si spiega in questo modo il mancato rinnovamento degli spazi e degli arredi.
- nel '600 inizia la fase di progressivo abbandono e di utilizzo precario del sopravvissuto. La rarefazione dei ritrovamenti è evidente e avrà il suo picco con il definitivo passaggio a rudere del fabbricato.

## Restauro

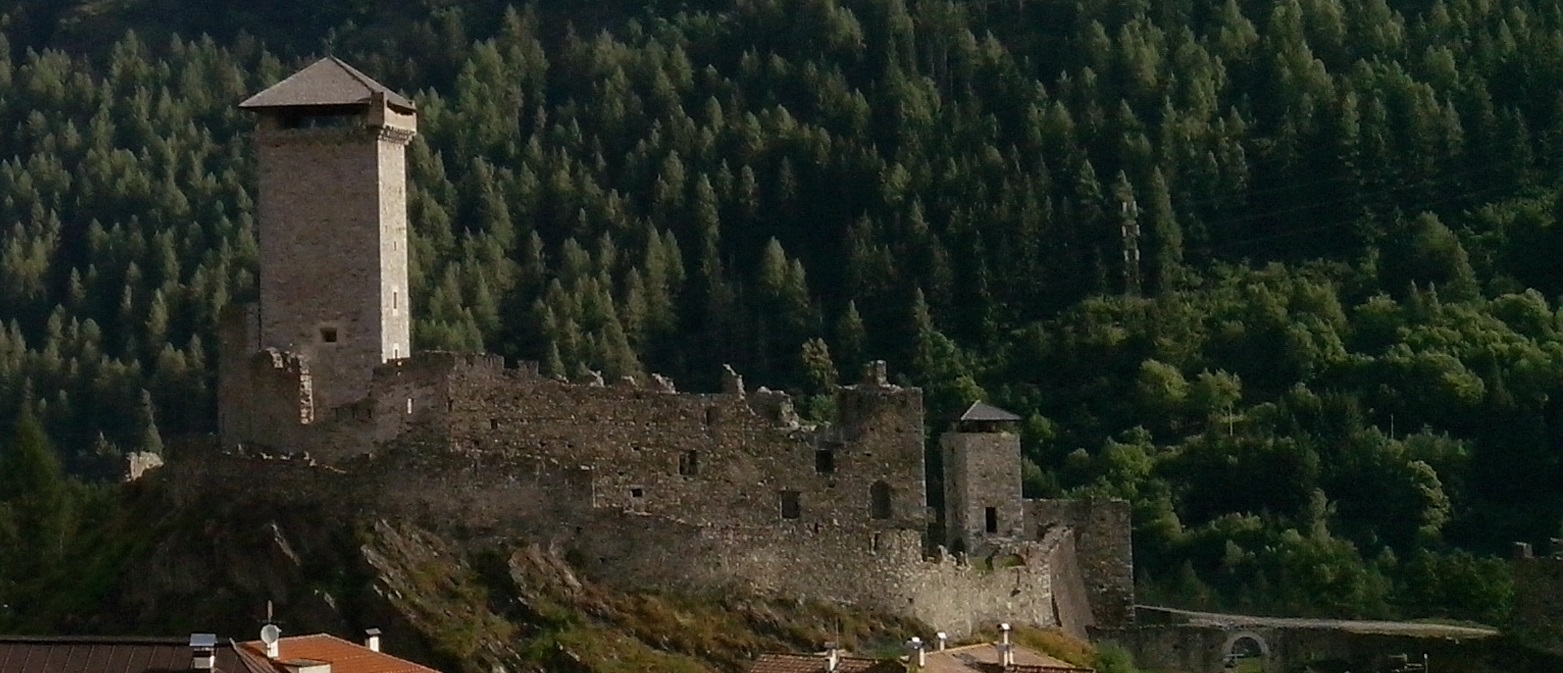
Profilo del Castello con il mastio in evidenza.

I primi modesti interventi di recupero del Castello di San Michele risalgono agli anni dal 1970 al 1980. L'acquisizione del Castello a patrimonio da parte della provincia autonoma di Trento, nel 1992, comporta un'accelerazione dei lavori, con la formulazione di obiettivi e progetti coordinati e a lungo termine. L'area viene liberata dalle piante ad alto fusto, e in generale dalla vegetazione, che vi cresceva abbondante, e la rupe viene messa in sicurezza. Si provvede a rinforzare il mastio, e le parti soggette a scavo vengono sistemate e dotate di copertura. Gli stati conservativi all'interno del castello si presentano vari e articolati: parti totalmente cancellate nel corso dei secoli e di cui rimangono solo sporadiche tracce, vestigia murarie emerse nel corso di scavi archeologici, elementi a rudere nel vero senso della parola e parti conservate dotate di relativa integrità.
Gli interventi stante l'eterogeneità della situazione, si dividono secondo due macro-obiettivi.

### Finalità conservative
Sono state protette e preservate le difese murarie da un aggravarsi del processo di dissesto e crollo. Contrastare l'azione disgregatrice degli elementi non ha significato riportare le mura all'antico splendore, quanto limitare l'impatto del dissesto su strutture che ad ogni modo devono continuare a manifestare i segni del tempo. Anche la continuità cromatica tra la cinta muraria e la rupe è stata difesa, per quanto si fosse accentuata negli anni dell'abbandono: il materiale utilizzato per costruire le strutture è stato ricavato dalla sede stessa su cui poggiano. Le opere di copertura e protezione, infine, sono state progettate con carattere stabile e non temporaneo, per avere un impatto discreto ed essere funzionali allo scopo senza modificare il profilo di crollo.

### Finalità di restauro
Questa categoria di interventi ha riguardato sia il riportare alla luce pavimentazioni, o parti di esse, coperte nei secoli dai crolli o dal riportare terreno in seguito a scavi e lavori, sia il restituire la percorribilità al castello, con grande attenzione, dunque, agli accessi, e al ripristino dei percorsi e delle strade lastricate all'interno di esso. In più, l'insieme di reperti, a volte frammentari, recuperati grazie all'azione di scavo e pulizia (degli stati di accumulo e di crollo) ha consentito di ripercorrere tracce della vita all'interno del castello.